# Teófilo Ferreira
Teófilo Laborne Ferreira (Belo Horizonte, 2 giugno 1973) è un ex nuotatore e allenatore di nuoto brasiliano. Ha rappresentato il Brasile ai Giochi olimpici di Barcellona 1992.

## Palmarès
- Mondiali

Roma 1994: bronzo nella stafetta 4x100m sl.
- Mondiali in vasca corta

Palma di Majorca 1993: oro nella 4x100m sl.; bronzo nella 4x200m sl.;
Rio de Janeiro 1995: bronzo nella 4x200m sl.;
- Giochi panamericani

L'Avana 1991: oro nella 4x100m sl.; argento nella 4x200m sl.;
Mar del Plata 1995: argento nella 4x200m sl.;